# Turtle Creek
Turtle Creek, è un comune degli Stati Uniti d'America nella Contea di Allegheny, nella Pennsylvania. La sua popolazione al censimento del 2000 contava 6.076 residenti.

## Società

### Evoluzione demografica
La composizione etnica del luogo è prevalentemente composta dalla razza bianca (92,71%) seguita dagli afroamericani (5,17%) e dagli asiatici ( 0,61%).
| Borough di Turtle Creek Popolazione |       |
| 1900                                | 3.262 |
| 1910                                | 4.995 |
| 1940                                | 9.805 |
| 2000                                | 6.076 |
| Stima al 01-07-07                   | 5.590 |